# Q di Yule
La variabile di test Q di Yule è un indice di associazione, ideato dallo statistico scozzese George Udny Yule, e 
usato in tabelle statistiche dette di contingenza {\displaystyle 2\times 2}.
Un indicatore ideato dallo stesso autore è la Y di Yule. Rispetto quest'ultima il valore assoluto è sempre maggiore ({\displaystyle |Q|>|Y|}) a meno che non vi sia indipendenza o completa associazione.

## Storia
L'indice venne presentato da Yule nell'articolo On the association of attributes in statistics e fu al centro di una controversia con il matematico e statistico inglese Karl Pearson.
La posizione di Pearson era che alla base di una tabella di contingenza vi fosse un fenomeno continuo e gaussiano, invece che un fenomeno discreto come sostenuto da Yule, che considerava poco scientifico fare ipotesi non desiderate e non verificabili.
Pearson, inoltre, notava che "collassando" una tabella {\displaystyle N\times N}, riducendola a 2x2, si ottengono risultati differenti a seconda di come vengono aggregati i valori.

Questa osservazione rimane tuttora valida.

## Metodologia
{\displaystyle Q=(\alpha -1)/(\alpha +1)}
ove 
{\displaystyle \alpha =(P_{11}/P_{21})/(P_{12}/P_{22})} è il cosiddetto odds ratio
{\displaystyle P_{ij}=P(A_{i}B_{j})} ove sia {\displaystyle i} che {\displaystyle j} assumono i valori 1 e 2
Tale indice {\displaystyle Q} varia tra -1 e +1, ove 0 indica l'indipendenza.
{\displaystyle Q} può essere stimato da
{\displaystyle q=(a-1)/(a+1)}
dove in questo caso
{\displaystyle a=(f_{11}/f_{21})/(f_{12}/f_{22})} in analogia a {\displaystyle \alpha } (con il vincolo che {\displaystyle f_{ij}} sia sempre maggiore di zero
mentre la varianza di {\displaystyle q} viene stimata con
{\displaystyle s^{2}(q)=1/4(1-q)^{2}\sum _{i=1}^{N}\sum _{j=1}^{N}1/f_{ij}}

## Esempio
```
 Valori assoluti
 +-------------+-------+------+
 |     \ Abile |   Si  |  No  |
 |Sesso \      |       |      |
 +-------------+-------+------+
 |Uomini       |  20   |  80  |
 |Donne        |  90   |  80  |
 +-------------+-------+------+

 Valori relativi (f)
 +-------------+-------+------+
 |     \ Abile |   Si  |  No  |
 |Sesso \      |       |      |
 +-------------+-------+------+
 |Uomini       | 0,074 | 0,296|
 |Donne        | 0,333 | 0,296|
 +-------------+-------+------+

```

{\displaystyle a=(0,074/0,333)/(0,296/0,296)=0,222}
{\displaystyle q=(0,222-1)/(0,222+1)=-0,636}

### Valori di q differenti
Collassando una tabella {\displaystyle N\times N} a una {\displaystyle 2\times 2}, a causa del criterio di aggregazione dei valori, si possono ottenere valori di {\displaystyle q} differenti. (cf. osservazione di Karl Pearson)
Se per esempio i dati di partenza fossero stati
```
 
 +-------------+-------+------+------+
 |     \ Abile |   Si  | boh! |  No  |
 |Sesso \      |       |      |      |
 +-------------+-------+------+------+
 |Uomini       |  20   |  10  |  70  |
 |Donne        |  90   |   0  |  80  |
 +-------------+-------+------+------+

```

assegnando il "Boh!" ai "No" si ottiene la tabella e il {\displaystyle q=-0,636} di cui sopra, mentre assegnandolo ai "Si" si ottiene la tabella seguente:
```
 +-------------+-------+------+
 |     \ Abile |   Si  |  No  |
 |Sesso \      |       |      |
 +-------------+-------+------+
 |Uomini       |  30   |  70  |
 |Donne        |  90   |  80  |
 +-------------+-------+------+

```

con l'indicatore {\displaystyle q} che si attenua diventando {\displaystyle q=-0,448}